# Paramaribo (okrug)
Paramaribo je jedan od deset okruga u Surinamu. 

## Zemljopis
Okrug se nalazi u sjevernom dijelu zemlje, prostire se na 182 km2, te je površinom najmanji surinamski okrug.  Sjedište okruga je ujedno i najveći grad države Paramaribo. Susjedni surinamski okruzi su Wanica na zapadu i Commewijne na istoku.

## Demografija
Prema podacima iz 2012. godine u okrugu živi 240.924 stanovnika, dok je prosječna gustoća naseljenosti 1324 stanovnika na km². Oko 40% sveukupnog surinamskog stanovništva živi na područuju ovoga okruga.

## Administrativna podjela
Okrug je podjeljen na 12 općina (nizozemski: resort) .
| Općina       | Površina km² | Gustoća stan./km² | Stanovništvo (2004.) |
| ------------ | ------------ | ----------------- | -------------------- |
| Blauwgrond   | 43           | 661,3             | 28.436               |
| Rainville    | 31           | 930,7             | 28.853               |
| Munder       | 14           | 1146,4            | 16.049               |
| Centrum      | 9            | 3252,7            | 29.274               |
| Beekhuizen   | 6            | 3297,2            | 19.783               |
| Weg naar Zee | 41           | 321,3             | 13.172               |
| Welgelegen   | 7            | 3387,0            | 23.709               |
| Tammenga     | 6            | 2385,5            | 14.313               |
| Flora        | 4            | 3836,5            | 15.346               |
| Latour       | 6            | 4358,0            | 26.148               |
| Pontbuiten   | 6            | 3246,2            | 19.477               |
| Livorno      | 9            | 931,8             | 8.386                |